# Koryta (Groot-Polen)
Koryta is een dorp in het Poolse woiwodschap Groot-Polen, in het district Ostrowski (Groot-Polen). De plaats maakt deel uit van de gemeente Raszków en telt ca. 1000 inwoners.